# Eerste klasse 1897-98 (voetbal België)
Het seizoen 1897/98 van de Belgische Eerste Klasse was het derde officiële seizoen van de hoogste Belgische voetbalklasse. De reeks werd Coupe de championnat genoemd en bestond uit 5 clubs. Er bestond dit seizoen ook een tweede klasse, Eerste Afdeeling genoemd, waarin reserveteams van deze clubs en enkele andere teams speelden in twee regionale reeksen. FC Liégeois veroverde zijn tweede landstitel.

## Gepromoveerde en degraderende teams
Er bestond geen echt systeem van promotie of degradatie. De competitie bestond uit dezelfde teams als vorig seizoen, op Sporting Club de Bruxelles na, dat zich had teruggetrokken. Na het seizoen degradeerden ook geen teams, meer nog, door het opsplitsen van de reeks volgend seizoen zouden enkele nieuwe clubs toegelaten worden.

## Eindstand
De diverse bronnen spreken elkaar tegen in verband met de eindstand, zie verder onder opmerkingen.
|   |   |                                      | P | W | G | V | +  | -  | DS  | Ptn |
| - | - | ------------------------------------ | - | - | - | - | -- | -- | --- | --- |
| K | 1 | FC Liégeois                          | 8 | 6 | 2 | 0 | 30 | 5  | 25  | 14  |
|   | 2 | Racing Club de Bruxelles             | 8 | 4 | 2 | 2 | 29 | 9  | 20  | 10  |
|   | 3 | Léopold Club de Bruxelles            | 7 | 2 | 3 | 2 | 15 | 13 | 2   | 7   |
|   | 4 | Athletic & Running Club de Bruxelles | 8 | 2 | 1 | 5 | 11 | 36 | -25 | 5   |
|   | 5 | Antwerp FC                           | 7 | 1 | 0 | 6 | 7  | 29 | -22 | 2   |

P: wedstrijden gespeeld, W: wedstrijden gewonnen, G: gelijke spelen, V: wedstrijden verloren, +: gescoorde doelpunten, -: doelpunten tegen, DS: doelsaldo, Ptn: totaal punten
K: kampioen
Opmerkingen
- De doelsaldo's zijn samengesteld uit de uitslagen op Belgian Soccer Database (bsdb), de punten van de bovenstaande eindstand komen overeen met deze op Belgiumsoccerhistory.
- Andere bronnen (rsssf en History of Soccer) hebben een andere eindstand.[1][2]
- De KBVB heeft geen eindstand in haar archieven.[3]

## Uitslagentabel
|                                      |     | ANT | ARB  | LEO | LUI | RCB |
| Antwerp FC                           | ANT | X   | 7-0  | 0-5 | 0-5 | 0-5 |
| Athletic & Running Club de Bruxelles | ARB | 5-0 | X    | 0-5 | 0-6 | 3-1 |
| Léopold Club de Bruxelles            | LEO | --- | 1-1  | X   | 1-1 | 0-5 |
| FC Liégeois                          | LUI | 5-0 | 5-0  | 5-2 | X   | 2-1 |
| Racing Club de Bruxelles             | RCB | 4-0 | 11-2 | 1-1 | 1-1 | X   |

Opmerking
Belgian Soccer Database bevat geen uitslag voor de wedstrijd Léopold-Antwerp. Deze wedstrijd werd na drie keer te zijn uitgesteld nooit gespeeld, volgens belgiumsoccerhistory.

## Topscorer
| Scorer      | Goals | Team                     | Land       |
| ----------- | ----- | ------------------------ | ---------- |
| Franz König | ?     | Racing Club de Bruxelles | Oostenrijk |

1895/96 · 1896/97 · 1897/98 · 1898/99 · 1899/00 · 1900/01 · 1901/02 · 1902/03 · 1903/04 · 1904/05 · 1905/06 · 1906/07 · 1907/08 · 1908/09 · 1909/10 · 1910/11 · 1911/12 · 1912/13 · 1913/14 · 1914/15 · 1915/16 · 1916/17 · 1917/18 · 1918/19 · 
1919/20 · 1920/21 · 1921/22 · 1922/23 · 1923/24 · 1924/25 · 1925/26 · 1926/27 · 1927/28 · 1928/29 · 1929/30 · 1930/31 · 1931/32 · 1932/33 · 1933/34 · 1934/35 · 1935/36 · 1936/37 · 1937/38 · 1938/39 · 1939/40 · 1940/41 · 1941/42 · 1942/43 · 1943/44 · 1944/45 · 1945/46 · 1946/47 · 1947/48 · 1948/49 · 1949/50 · 1950/51 · 1951/52 · 1952/53 · 1953/54 · 1954/55 · 1955/56 · 1956/57 · 1957/58 · 1958/59 · 1959/60 · 1960/61 · 1961/62 · 1962/63 · 1963/64 · 1964/65 · 1965/66 · 1966/67 · 1967/68 · 1968/69 · 1969/70 · 1970/71 · 1971/72 · 1972/73 · 1973/74 · 1974/75 · 1975/76 · 1976/77 · 1977/78 · 1978/79 · 1979/80 · 1980/81 · 1981/82 · 1982/83 · 1983/84 · 1984/85 · 1985/86 · 1986/87 · 1987/88 · 1988/89 · 1989/90 · 1990/91 · 1991/92 · 1992/93 · 1993/94 · 1994/95 · 1995/96 · 1996/97 · 1997/98 · 1998/99 · 1999/00 · 2000/01 · 2001/02 · 2002/03 · 2003/04 · 2004/05 · 2005/06 · 2006/07 · 2007/08 · 2008/09 · 2009/10 · 2010/11 · 2011/12 · 2012/13 · 2013/14 · 2014/15 · 2015/16 · 2016/17 · 2017/18 · 2018/19 · 2019/20 · 2020/21· 2021/22 · 2022/23 · 2023/24 · 2024/25